# Annia Cornificia Faustina
Annia Cornificia Faustina war die etwa 122 oder 123 geborene Schwester des römischen Kaisers Mark Aurel.

## Herkunft
Annia Cornificia Faustina entstammte einer herausragenden senatorischen Familie. Ihr Großvater Marcus Annius Verus wurde während der Regierungszeit Vespasians unter die Patrizier aufgenommen und im Laufe seiner außergewöhnlichen Karriere dreimal Konsul: Suffektkonsul im Jahr 97 und ordentlicher Konsul unter Hadrian 121 und 126, zudem wohl 121 Präfekt der Stadt Rom (praefectus urbi) als Stellvertreter des Kaisers bei dessen Abwesenheit. Als Person, die ohne familiäre Bindung an das Kaiserhaus dreimal das Konsulat erlangte, war zuletzt Lucius Licinius Sura eine Generation vorher ausgezeichnet worden. Die Großmutter Annia Cornificias war Rupilia Faustina, zu deren Vorfahren die Scribonii Libones und die Calpurnii Pisones Frugi zählten.
Ihre Eltern waren Marcus Annius Verus und Domitia Lucilla, Alleinerbin des ungeheuren Vermögens ihres Adoptivvaters Gnaeus Domitius Tullus, das sich aus den Erbnachlässen des Gnaeus Domitius Afer und des Titus Curtilius Mancia sowie den Vermögen des Tullus und dessen Bruders Gnaeus Domitius Lucanus zusammensetzte. Ihr Bruder war der ältere, 121 geborene Marcus Annius Catilius Severus, von 161 bis 180 als Mark Aurel römischer Kaiser. Ihr Vater starb während seines Amtsjahres als Prätor. Das Jahr ist unbestimmt, wird aber vor 128 oder 129 gelegen haben, als ihr Bruder unter die Salier aufgenommen wurde. Nach seinem Tod wuchsen Annia Cornificia Faustina und ihr Bruder im Haushalt des Großvaters väterlicherseits auf.

## Ehe und Nachkommen
Nach dem Jahr 135 bat ihre Mutter Mark Aurel, er möge sein väterliches Erbe Cornificia Faustina überlassen. Anlass war vermutlich ihre Vermählung, die am ehesten zwischen 136 und 138 vollzogen wurde. Der Name des Ehemanns (oder Verlobten) wird in dem Zusammenhang nicht genannt. Er ist jedoch auf Ziegeln, die beide Eheleute als Produzenten ausweisen, überliefert. Demnach war sein Name Ummidius Quadratus, den gleichen Namen trug auch ihr Sohn. Dieser ist als Marcus Ummidius Quadratus, Mitkonsul des Lucius Verus im Jahr 167, zu identifizieren.
Für Cornificias Ehemann ist aufgrund seiner gesellschaftlichen Stellung anzunehmen, dass er ebenfalls den Konsulat erreichte, sollte er das entsprechende Alter erreicht haben – schließlich war Mark Aurel im Jahr 138 von Kaiser Antoninus Pius adoptiert worden und die Familie, über Cornificias Tante Annia Galeria Faustina bereits mit den Antoninen verbunden, dadurch noch stärker an das Kaiserhaus herangerückt. Ronald Syme glaubte daher, dass ein infrage kommender Konsul nahe einem „kaiserlichen“ Konsulat zu suchen sei. Hierfür boten sich die Jahre 140 und 145 an, in denen jeweils Antoninus Pius und Mark Aurel gemeinsam Konsuln waren. In diesen beiden Jahren wird man jedoch nicht fündig. Für das Jahr 146 fand Ronald Syme einen Suffektkonsul namens Gaius Annianus Verus. Dessen Name ist in mehrerlei Hinsicht auffällig. Erstens weist er keinen Gentilnamen auf. An dessen Stelle ist das Cognomen Annianus getreten. Dies kann wiederum nur ein Adoptivname, der auf die gens Annia verweist, oder ein vom Namen der Mutter Annia abgeleiteter Name sein. In jedem Fall ist eine familiäre Beziehung zu den Annii Veri zu unterstellen. Zugleich muss die Person polyonymisch gewesen sein, der eigentliche Gentilname ist demnach zu ergänzen. Ronald Syme ergänzt zu Gaius Ummidius Quadratus Annianus Verus. In ihm sieht er mit aller Vorsicht den Sohn des Gaius Ummidius Quadratus (Severus? Sertorius), Suffektkonsul 118, und den in den Fasti Ostienses für das Jahr 146 und in Militärdiplomen genannten Suffektkonsul. Er könnte der Ehemann der Annia Cornificia Faustina gewesen sein, doch erwägt Ronald Syme selbst alle denkbaren Einwände gegen diese Konstruktion.
Neben Marcus Ummidius Quadratus, der ordentlicher Konsul zusammen mit Lucius Verus im Jahr 167 war, hatte Annia Cornificia Faustina die Tochter Ummidia Cornificia Faustina. Nach ihrem Tod in den 150er-Jahren – Annia Cornificia Faustina erlebte den Regierungsantritt ihres Bruders im Jahr 161 nicht mehr – gab Mark Aurel einen Teil des mütterlichen Erbes an Marcus Ummidius Quadratus weiter. Die ausgedehnten Ländereien bei den Ormeleis nahe Kibyra im phrygisch-pisidischen Grenzgebiet gingen offensichtlich an Ummidia Cornificia Faustina, deren Nachkommen noch im späteren 3. Jahrhundert darüber verfügten.
Die Zuweisung einer fistula aquaria, eines Bleirohrstücks, das der Wasserversorgung diente und den Namen Cornificiae trägt, an Annia Cornificia Faustina ist ebenso hypothetisch wie die Lokalisierung des zugehörigen Gebäudes.